# Croada d'al-Mariyya
|  | Si cerqueu altres usos, vegeu Conquesta d'Almeria (1147). |

La croada contra al-Mariyya va ser una important acció militar que va tenir lloc al sud-est de la península Ibèrica el 1147 i que va enfrontar l'exèrcit croat format pel Regne de Castella, la Corona d'Aragó, la República de Gènova i la República de Pisa contra l'Imperi almohade. Per poder conèixer els esdeveniments que van succeir a la campanya es disposa de diferents fonts contemporànies, que donen el punt de vista genovès i castellà: la De caption e Almerie et Tortuose de Caffaro di Rustico da Caschifellone, militar genovès que va participar en la campanya, el Chronica Adefonsi Imperatoris, anònima, tot i que s'atribueix al bisbe Arnaldo d'Astorga, respectivament.

## Antecedents
Quan Alfons VI de Castella va conquerir el 1085 Tulaytula els dirigents d'al-Àndalus es van alarmar de tal manera que van decidir cridar en auxili almoràvits, que tenien una visió estricta i poc cultivada de l'islam. Yússuf ibn Taixfín va acudir amb el seu exèrcit, i es trobà amb una terra fèrtil i pròspera; també va observar el relaxament dels preceptes doctrinals de l'Islam i la gran tolerància amb els jueus i cristians. Això, li va provocar la determinació d'apoderar-se d'aquests regnes, animat per la divisió entre les diferents taifes. Els almoràvits van conquerir les diferents taifes entre el 1090 i el 1116.
Els primers mesos de la Primera Croada, l'any 1095, el Papa Urbà II demanaria als croats ibèrics que restessin al seu país, ja que la seva pròpia guerra era considerada tan valenta com la dels croats en direcció a Jerusalem. Eugeni reiterà la decisió, i va autoritzar Marsella, la República de Pisa, la República de Gènova, i altres grans ciutats mediterrànies a participar en la Reconquesta. Els almoràvits van perdre terreny, amb la caiguda de Saragossa el 1118 i van ser derrotats contra el Regne de Portugal el 1139 a la batalla d'Ourique.
Els aristòcrates revoltar-se contra els almoràvits el 1144, als quals consideraven uns intrusos incultes i intolerants que degradaven l'anterior cultura refinada dels regnes de taifes andalusins, però la rebel·lió esclatà mancada de coordinació i les distintes faccions revolucionàries es combatien entre si, apareixent un nou seguit d'emirats independents o taifes.
Després del Setge d'Edessa, el 1144, el Papa Eugeni III convocà una nova croada per al 1145 i 1146, permetent a Alfons VII de Castella a equiparar les seves campanyes contra els musulmans a la Segona Croada,
un cop l'imperi almoràvit es va disgregar en regnes de taifes, i finalment autoritzant l'expansió de la croada per a la península Ibèrica la primavera del 1147.
Els croats un cop conquerides Santarém i Lisboa, van dirigir-se a Terra Santa o es van quedar a Portugal per ajudar a la captura de Sintra, Almada, Palmela i Setúbal, mentre es preparava una nova croada contra la rica ciutat portuària d'al-Mariyya, el gran centre comercial d'al-Àndalus i base d'operacions dels pirates sarraïns.
Els almohades van desembarcar a al-Àndalus el 1145, i el 1146 l'almirall almoràvit ibn Maymun es va passar als almohades i es va apoderar de Cadis, i ja el 1147 un exèrcit enviat per Abd-al-Mumin ibn Alí va conquerir successivament Xerès, Niebla, Silves, Beja, Badajoz i finalment Isbiliya.

## Estratègia
Els genovesos, que assetjaven Maó per lluitar contra la pirateria dels musulmans de l'Emirat de Granada basats en les Balears, aliats de la República de Pisa contra Gènova des de 1137. van arribar a Barcelona amb 63 galeres i 163 vaixells menors, van pactar suport militar mutu a les respectives campanyes contra al-Mariyya i Tortosa i van enviar 15 galeres al cap de Gata com a cos avançat fins que la resta de l'exèrcit estigués preparat. Entretant l'exèrcit castellà comandat per Alfons VII de Castella, d'uns 5.000 homes, i en el qual anava Ermengol VI d'Urgell va sortir de Toledo el maig i va romandre a Medinaceli fins al juliol, quan va intentar guanyar posicions musulmanes de camí a al-Mariyya per assegurar el camí d'anada i tornada en plena revolta contra els almoràvits: Anduyar (que va resistir el setge), Bayyasa i Ubbada, ciutats que l'any anterior s'havien negat a pagar tribut al rei castellà i etaven afeblides després de la derrota front als castellans a la batalla d'al-Ludjdj comandats per Zafadola.
Els genovesos, després d'un mes d'espera en aigües obertes, van enviar a Otto de Bonovillano a trobar-se amb Alfons VII de Castella, que havent llicenciat a la resta, es trobava a Bayyasa amb quatre-cents cavallers i mil soldats, dels quals 50 cavallers i 250 infants eren navarresos acabats d'arribar.
Els musulmans d'al-Mariyya, que disposaven d'un miler de naus diverses, sortien sovint a buscar les galeres cristianes per combatre-hi, però aquests no hi estaven preparats i van esperar que arribés Ramon Berenguer IV i Guillem VI de Montpeller amb l'estol i l'exèrcit d'uns 100 cavallers croats comandats per García Fortuñones amb el suport genovès i pisà que es va incorporar després d'atacar Manûrqa.
Arribats els catalans amb l'estol comandat per Galceran de Pinós, probablement a finals d'agost quinze galeres de l'estol van desembarcar a prop de la mesquita a primera hora del matí, mentre una altra es quedava a l'aguait i vint-i-cinc més en reserva mentre el gruix continuava a Gata. Els defensors van enviar dos espies a veure si hi havia homes amagats i al no veure'n, els musulmans van atacar als croats, que avançaven fins al port, mentre la galera va donar un senyal i les galeres de la reserva i dotze més que van arribar de Gata es dirigien a la ciutat. Els musulmans, en veure la flota es van retirar a la ciutat perseguits pels cristians, mentre la resta de soldats va desembarcar i unir-se als que lluitaven.
Els croats van acampar al port i van desembarcar les màquines de guerra, catapultes i torres de setge de les galeres mentre els sarraïns van fer tres infructuoses sortides per impedir-ho. Els reforços castellans i navarresos van arribar i es va iniciar els treballs d'expugnació amb una torre de setge de manera que els defensors van atacar amb foc i manganells. Amb les torres de setge, els genovesos van capturar dues torres i un tram de muralla.
Els musulmans van iniciar els parlaments secrets amb els representants croats peninsulars, als que pretenien pagar per abandonar als genovesos, però aquests ho van saber i es van decidir a atacar l'endemà 18 d'octubre, en silenci, amb dotze companyies de mil homes seguits de la cavalleria. Els castellans i catalans es van unir a l'atac, van provocar una matança entre els ciutadans i van capturar molts presoners, duts a Gènova. Quatre dies més tard, va caure l'alcassaba i el botí fou de trenta milions de maravedís.

## Conseqüències
Otto de Bonovillano va romandre a la ciutat amb 1000 homes, mentre la resta es retirava. Ramon Berenguer IV a continuació va atacar les terres de la taifa de Balànsiya i Murciyya, i els genovesos, que van passar l'hivern a Barcelona, van participar en l'atac a Turtuixa.
Alfons VII de Castella va aconseguir assegurar els passos entre Andalusia i la meseta, però el manteniment d'aquesta nova frontera va resultar excessiu per les forces del Regne de Castella: els almohades, comandats per Yaqub al-Mansur van travessar Sierra Morena i derrotar el 18 de juliol de 1195 a la batalla d'Alarcos.